# Ermin Velić
Ermin Velić, född 1 april 1959 i Jajce, SFR Jugoslavien (nu Bosnien och Hercegovina), är en tidigare jugoslavisk handbollsmålvakt.  Sedan 1992, efter Jugoslaviens upplösning, är Velić fransk medborgare.

## Klubbkarriär
Ermin Velić spelade i sitt hemland för RK Borac Banja Luka med  klubben vann han jugoslaviska mästerskapet 1981 och jugoslaviska cupen 1979. 1989 flyttade målvakten till Frankrike till US Créteil HB.  Efter en säsong med SLUC Nancy] återvände han till Créteil där han nådde finalen i Coupe de France 1993. Han spelade för HB Saint-Brice 1994-1995 och USM Gagny i sista året av sin karriär. 

## Landslagskarriär
Med det jugoslaviska landslaget vann Velić silvermedaljen vid världsmästerskapet i handboll för herrar 1982 i BRD. Vid Olympiska sommarspelen 1988 i Seoul spelade han fyra matcher och han var med och tog OS-brons 1988 i Seoul. Vid VM 1990 slutade han fyra med Jugoslavien.

## Tränarkarriär
Velić arbetade sedan som målvaktstränare i Créteil.  Från 2005 till 2012 var han huvudtränare för CSM Puteaux Handball. 

## Klubbar
- RK Borac Banja Luka (1978–1989)
- US Créteil HB (1989–1990)
- SLUC Nancy (1990–1991)
- US Créteil HB (1991–1994)
- HB Saint-Brice 95 (1994–1995)
- USM Gagny (1995–1996)